# Évora Monte
Évora Monte (auch Evoramonte) ist ein kleiner befestigter Ort und eine Gemeinde (Freguesia) im Alentejo in Portugal. Auf einer Anhöhe in 470 m über NN leben in dem Ort 506 Einwohner (Stand 19. April 2021) auf einer Fläche von 99,4 km². Der alternative Ortsname von Évora Monte ist Santa Mara. Die Gemeinde gehört zum Landkreis von Estremoz.

## Geschichte
Évoramonte ist ein schon zu römischer Zeit besiedelter Ort, der von den Mauren zu einer Burg befestigt und von König Dinis 1306 weitergenutzt wurde. Durch ein Erdbeben wurde die Burg 1531 so schwer beschädigt, dass sie unter König João III. renoviert werden musste. Am 26. Mai 1834 wurde hier das Abkommen von Évoramonte unterzeichnet, das einen Schlussstrich unter den Nachfolgekrieg zwischen Pedro I. und seinem Bruder Miguel setzte. Der im Gegensatz zum liberal gesinnten Pedro absolutistisch eingestellte Miguel verlor in der Schlacht von Asseiceira, verzichtete im Abkommen von Évoramonte auf die Krone und ging ins Exil.

## Sehenswürdigkeiten

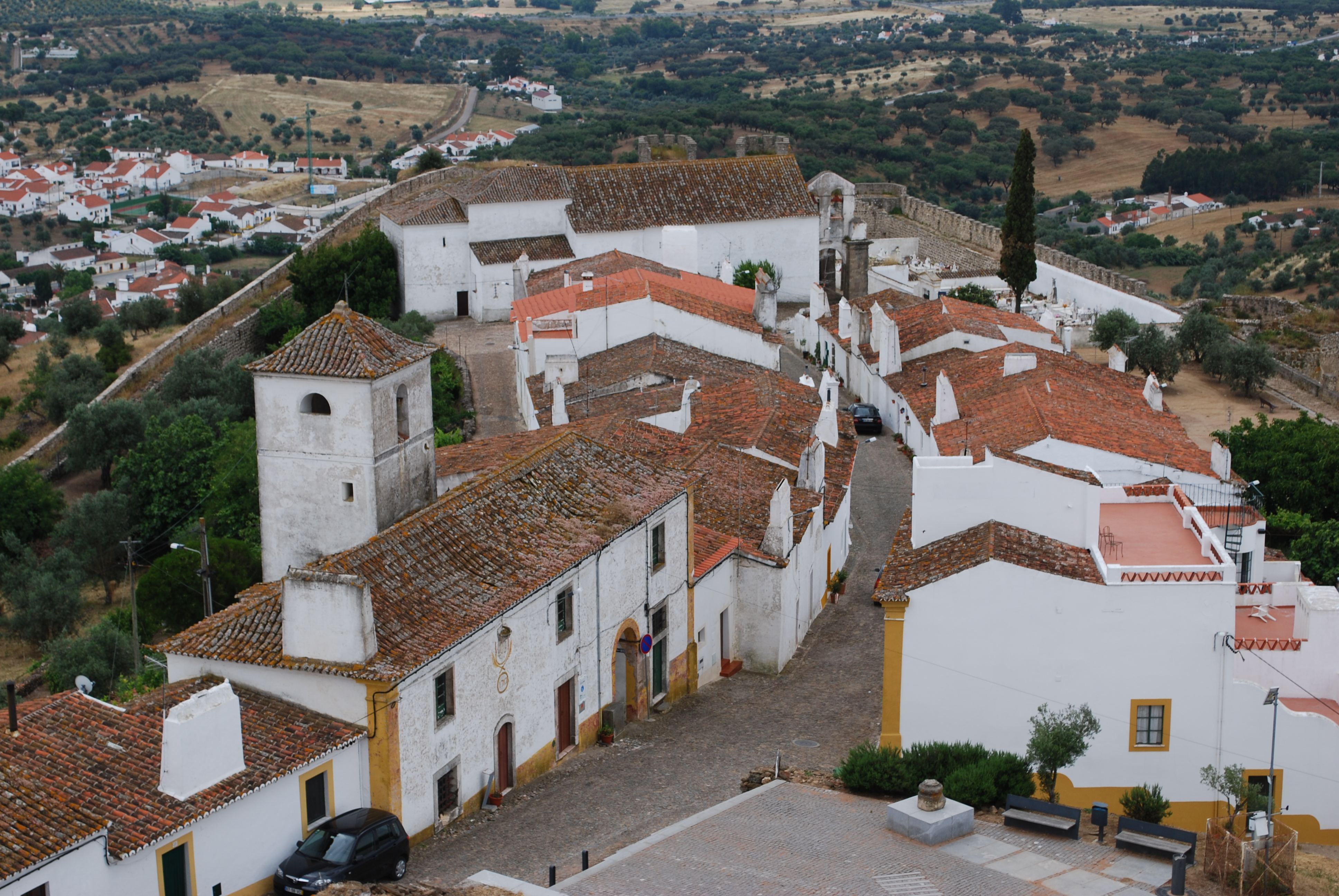
Blick auf Evoramonte vom Castelo

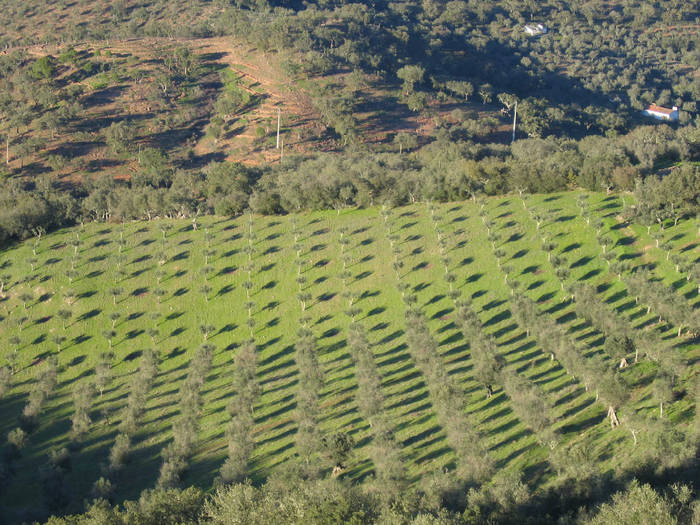
Blick von Evora Monte in die umliegende Landschaft mit Olivenplantagen

Vom kleinen, malerischen Dorf führt ein steiler, gepflasterter Fußweg hinauf zum Kastell. Das römische Kastell wurde von den Mauren zu einem Alcázar weiterentwickelt, das von den Portugiesen nach der portugiesischen Reconquista zu einem gotischen Kastell, dem Castelo, umgewandelt wurde. Diese an einen mittelalterlichen Bergfried erinnernde, massive symmetrische Burg mit vier Ecktürmen besitzt drei Geschosse. Von oben hat man bei entsprechendem Wetter eine ausgezeichnete Sicht über weite Teile des Alentejo. Zwei um die Fassade herumlaufende steinerne Taue, die in der Mitte der Fassade mit einem Knoten versehen sind, besitzen symbolische Bedeutung: Die Schlossherren kamen aus dem portugiesischen Königshaus Bragança, dessen Wahlspruch "Despois vós, nós" (nach Euch, wir) mit der doppelten Bedeutung des portugiesischen Wortes nós spielt: nós bedeutet sowohl wir als auch Knoten.
Die Kirche (Igreja Matriz) aus dem 15. Jahrhundert fällt durch die eigenwillige Gestaltung des Glockenturms auf. Die Igreja da Misericórdia aus dem 16. Jahrhundert ist innen komplett durch Azulejos verkleidet.